# 張庭 (嘉靖進士)
張庭（1491年—16世紀），字子家，號兀山，四川嘉定直隸州夾江縣人，明朝政治人物。

## 生平
張庭是正德十四年（1519年）的舉人經魁，嘉靖二年（1523年）成進士（会试三百四十五名，廷试二甲六十八名），獲授吏部文選司郎中，博學有才，遇事敢言，因而忤逆權貴，十二年（1533年）四月外任雲南布政使司右參政，再降為寶慶同知。於同知任內，他愛民禮士，有寬厚稱譽，陞浙江按察司僉事，官至陝西按察司副使，十七年正月考察調用。有《兀山存稿》、《岷峨志》、《夾江縣志》、《元覽要略》等著作流傳。

## 引用
1. 1 2  民國《夾江縣志·卷八·人物志上》：張庭，字子家，嘉靖進士，歷吏部文選郎中，博學有才識，遇事敢言。以直言忤權貴，左遷副使，有《兀山存稿》、《岷峨志》、《邑志》、《元覽要略》等書。
2. ↑  民國《夾江縣志·卷七·科舉志》：進士……嘉靖二年癸未姚淶榜 科名錄姚萊 張庭 官吏部文選郎中，有傳……舉人……正德十四年己卯科 舊志誤為嘉靖年 張庭 經魁
3. ↑  《明世宗肅皇帝實錄》·卷一百四十九：（嘉靖十二年四月）戊寅陞吏部文選司郎中張庭為雲南布政使司右參政。
4. ↑  嘉靖《陝西通志·卷十九·文獻七 全陝名宦》：副使……張庭，四川夾江人，進士。浙江僉事升。
5. ↑  道光《寶慶府志·卷百七·政績錄三》：蔡紹科，西安人，嘉靖四年官同知……其後相繼為郡丞者有張庭……庭，字子過，陝江進士，嘉靖十二年以吏部郎中出任，愛民禮士，以寬洪仁厚見稱，後陞浙江按察使僉事。